# Kloster-Radweg
Der Kloster-Radweg ist ein etwa 18 km langer regionaler Radwanderweg auf dem Gebiet der Kleinstadt Königsee im thüringischen Landkreis Saalfeld-Rudolstadt.

## Streckenverlauf
Der Kloster-Radweg beginnt im Ortsteil Leutnitz und führt über die Ortsteile Solsdorf, Hengelbach und Paulinzella nach Königsee. Er verbindet den teilweise noch im Aufbau befindlichen Rinnetal-Radwanderweg bei Leutnitz mit dem Rinnetal-Radwanderweg in Königsee, welcher zum Ilmtal-Radweg bei Gräfinau-Angstedt weiterführen wird.

## Sehenswürdigkeiten an der Strecke
Kloster Paulinzella, ein ehemaliges Benediktiner(innen)kloster in Paulinzella